# Kula (Srbsko)
Kula (v srbské cyrilici Кула, maďarsky Kúla) je město v srbské Vojvodině. Administrativně spadá do Západobačského okruhu. Je centrem stejnojmenné opštiny. V roce 2011 mělo 17 886 obyvatel. Nachází se přibližně na spojnici měst Vrbas a Sombor, na Velkém báčském kanálu, součásti soustavy kanálu DTD.

## Historie
Město vzniklo nejspíše během osmanské okupace dnešní Vojvodiny v 17. století. Tehdy byly připomínány dvě osady (Donja Kula a Gornja Kula). Podle tureckého opevnění s nápadnou věží (srbsky kula) získalo město i svůj název. Na přelomu 17. a 18. století zůstaly po nějakou dobu pusté. V roce 1733 se zde nacházelo 251 obydlených domů. V souvislosti s dosídlováním dnešní Vojvodiny se do osady přistěhovali nejprve Maďaři (v roce 1740)[zdroj?] a v druhé polovině 18. století sem přišli potom Němci. Němci město označovali jako Wolfsburg. V roce 1777 zde byla otevřena první škola. 
V roce 1812 zde vznikl pivovar a v roce 1876 potom také parní mlýn. V roce 1846 byl dokončen místní pravoslavný kostel. Roku 1880 zde byla otevřena továrna na výrobu pluhů. V roce 1908 bylo město elektrifikováno.
Podle sčítání lidu z roku 1910 (poslední, které bylo provedeno za Rakousko-Uherska) bylo obyvatelstvo národnostně smíšené; dominovala maďarská národnost, následně srbská a německá. Přítomna zde byla také i komunita Rusínů. 
V meziválečném období byla pro město velkou změnou změna státní hranice a orientace místních výrobců na nové trhy Království Srbů, Chorvatů a Slovinců. To a Velká hospodářská krize po roce 1929 znamenaly krach pro některé místní podniky a jejich uzavírání.
Po druhé světové válce bylo německé obyvatelstvo vysídleno, jejich majetky znárodněny a na jejich místo dosídleni Černohorci a Srbové z odlehlých částí Jugoslávie. I přesto dle sčítání lidu žilo ve městě Kula nejvíce obyvatel maďarské národnosti (53 %), jejich podíl ale postupně klesá.

## Doprava
V blízkosti města prochází severojižním směrem dálnice A1 ve směru Subotica–Novi Sad. Město má také železniční spojení, a to prostřednictvím trati Sombor–Vrbas.

## Kulturní památky
Dominantou středu města je kostel svatého Jiří, který je katolický.

## Sport
V letech 1912 - 2013 zde sídlil srbský fotbalový klub FK Hajduk Kula.